# 处州城墙
处州城墙，位于中国浙江省丽水市市区。今存南明门、南明门至行春门、括苍门至万象山、丽阳门砖砌告示墙等残段。2005年3月16日，处州府城墙公布为浙江省文物保护单位。

## 历史
处州城墙最早可追溯至隋开皇九年（589年）。元至元二十七年（1290年），新筑城墙，并设望京、岩泉、行春、南明、括苍、通惠六门。
明嘉靖四十二年（1563年），处州知府张大韶重筑城墙，并易砖以石。
1978年，因扩建中山街，拆除丽阳门城门，并堆埋了大水门至小水门沿江古城墙。
2006年，南明门修缮，并复建城楼。

## 城门
处州城墙共有6处城门。
- 南明门(大水门)，尚存。
- 望京门(丽阳门)，1979年拆除。
- 栝苍门(小水门)，现有遗址纪念碑。
- 行春门(厦河门)，现有瓮城遗址。
- 通惠门(左渠门)，无存。
- 虎啸门(岩泉门)，无存。

## 图集

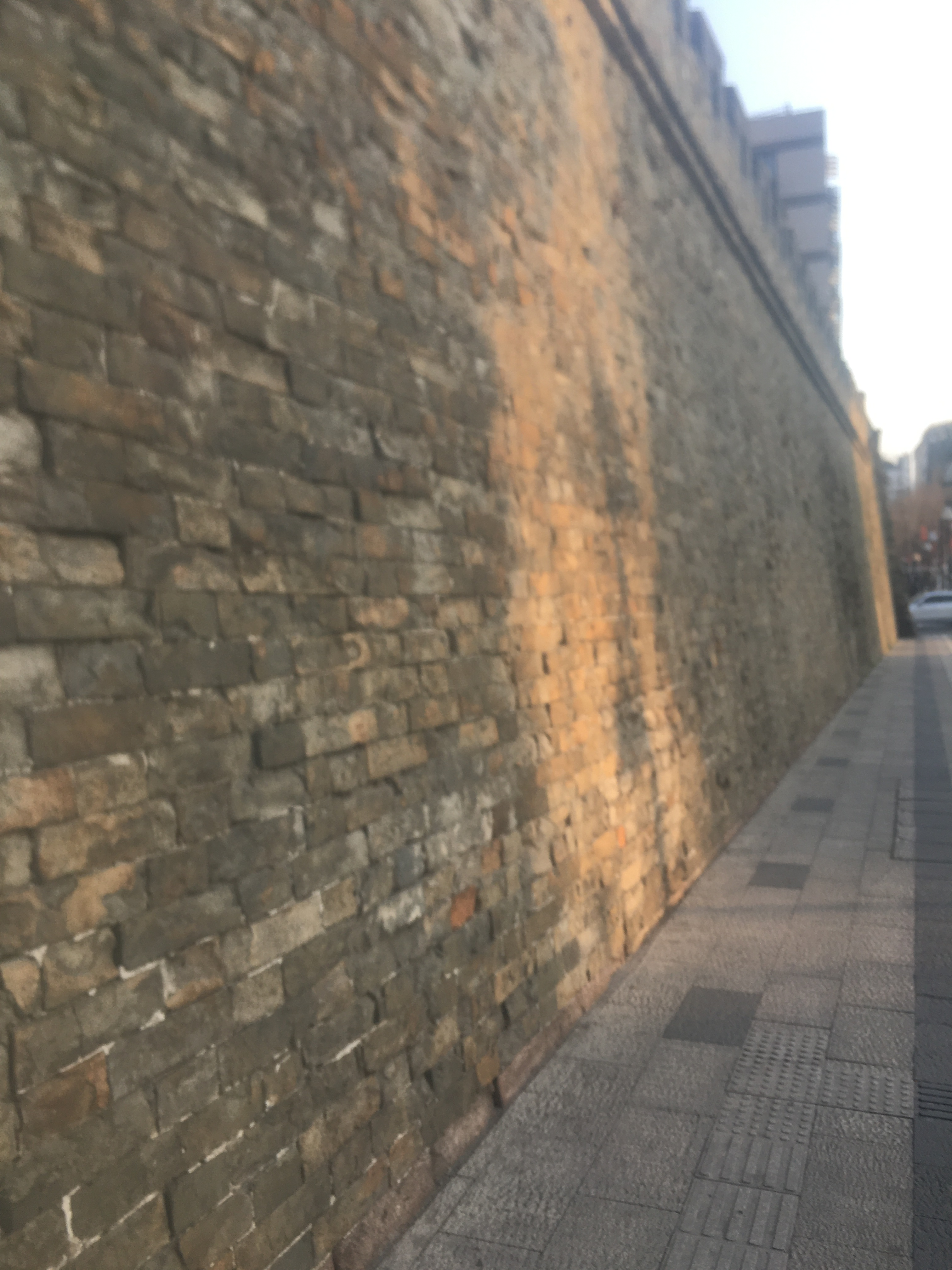
处州城墙

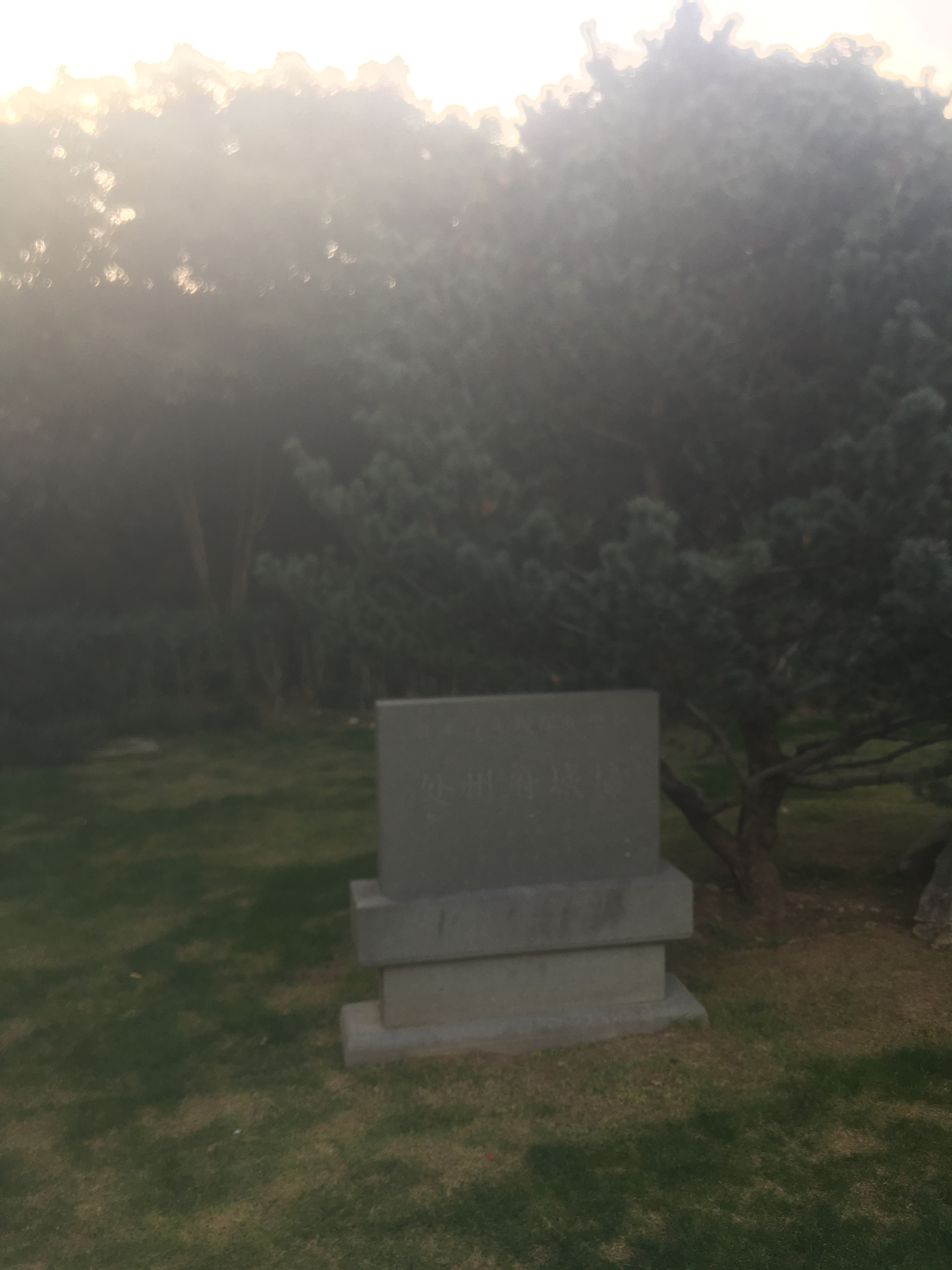
处州城墙碑文

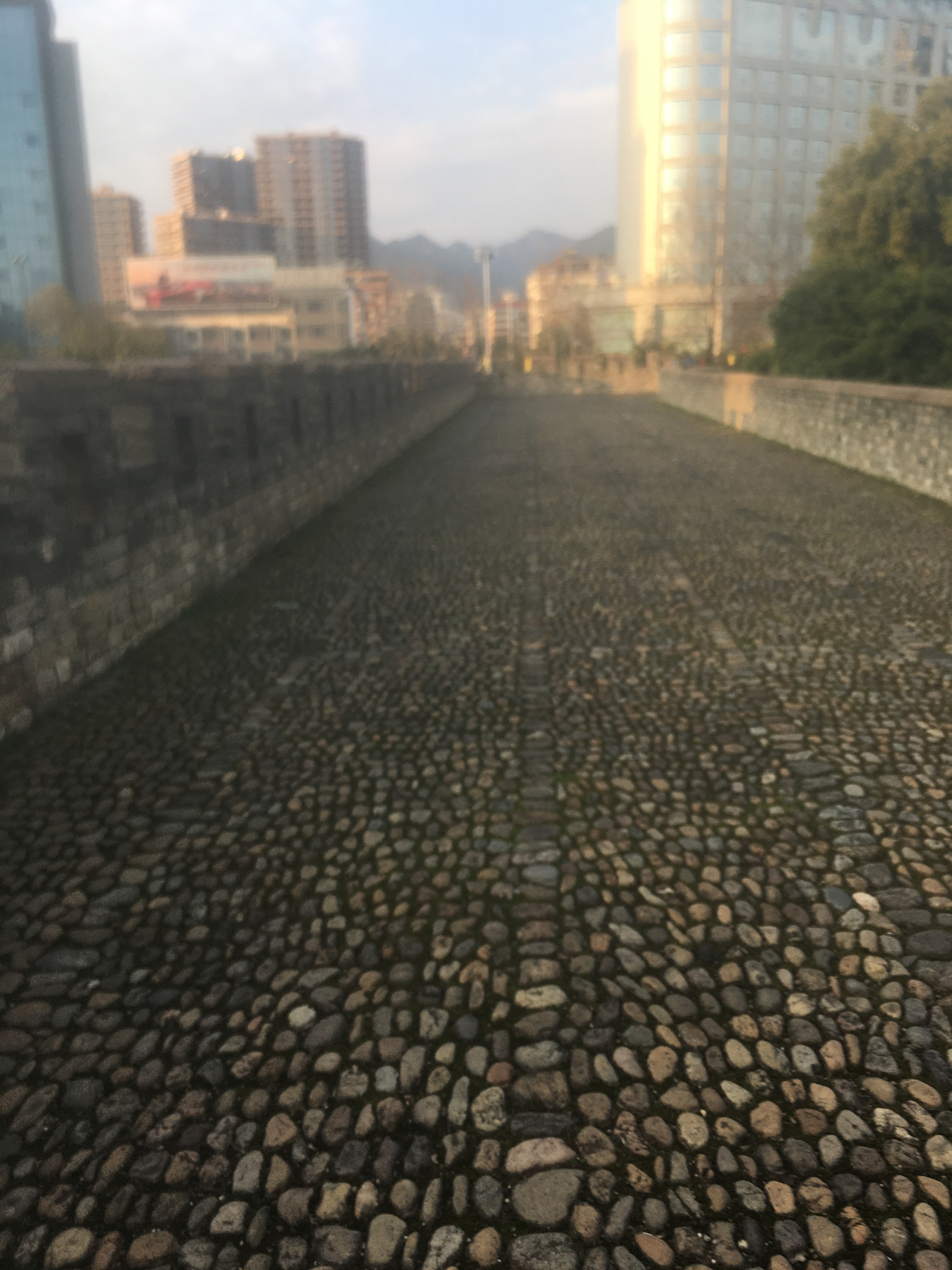
处州城墙

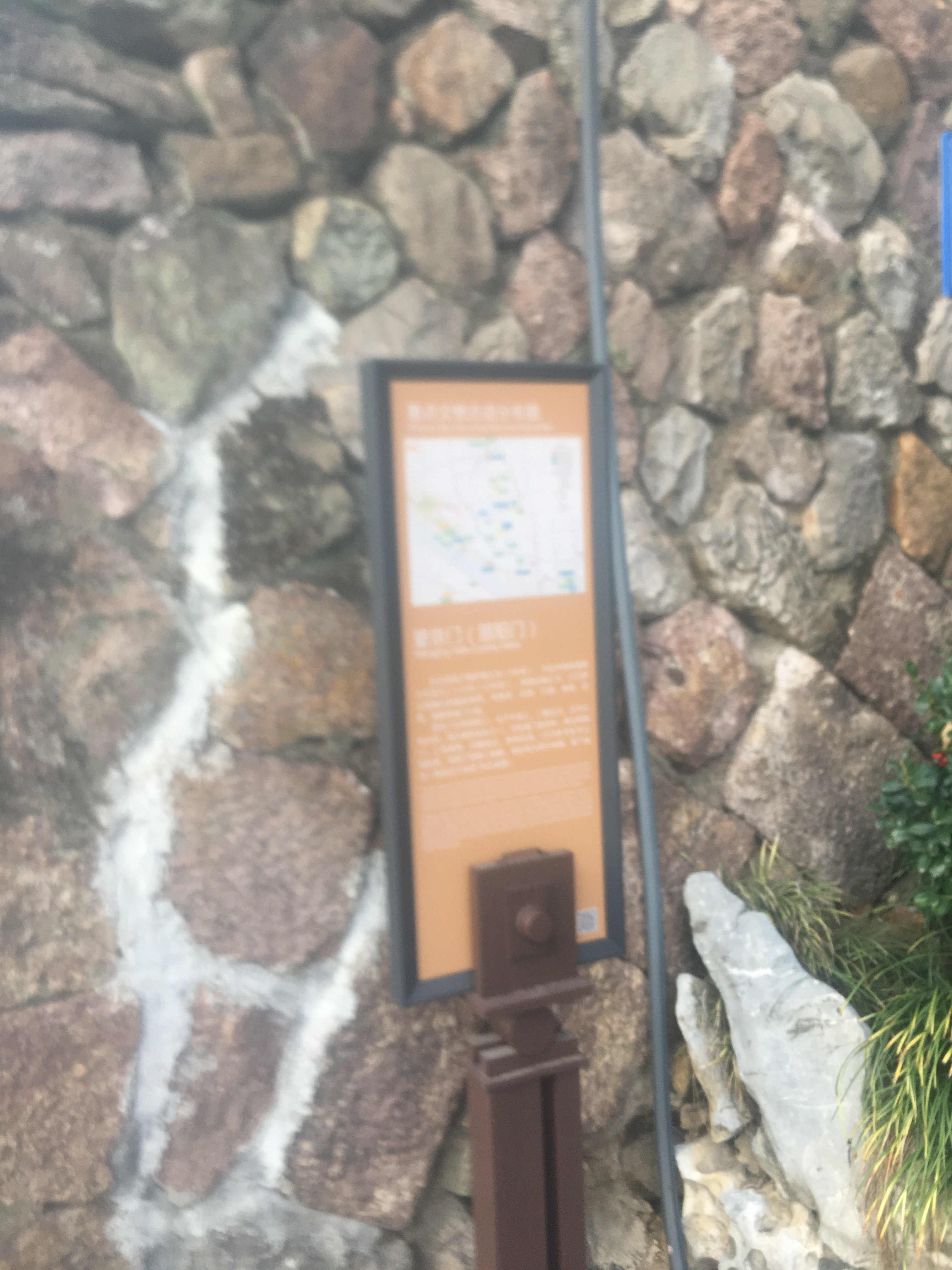
处州城墙介绍

- 处州城墙